# Joe Milton McCord
Joe Milton McCord (5 de março de 1945) é um bioquímico estadunidense.
É professor de medicina, bioquímica, biofísica, genética molecular, microbiologia e imunidade na Universidade de Colorado em Denver. Conhecido por sua descoberta do superóxido dismutase, juntamente com Irwin Fridovich. Recebeu diversas condecorações por esta descoberta.

## Livros
- A. M. Michelson, J. M. McCord, and I. Fridovich, eds., Superoxide and Superoxide Dismutases, Academic Press, London, 1977.
- P. A Cerutti, I. Fridovich, and J. M. McCord, eds., Oxy-Radicals in Molecular Biology and Pathology, Alan R. Liss, New York, 1988.